# Anton Olsen (Sportschütze)
Anton Wilhelm Olsen (* 15. Mai 1897 in Oslo; † 27. April 1968 ebenda) war ein norwegischer Sportschütze.

## Erfolge
Anton Olsen nahm an den Olympischen Spielen 1920 in Antwerpen in zwei Disziplinen mit dem Kleinkalibergewehr teil. Im stehenden Anschlag gelang ihm dabei im Einzel keine vordere Platzierung. Im Mannschaftswettkampf belegte er dagegen mit Sigvart Johansen, Albert Helgerud, Olaf Sletten und Østen Østensen hinter der US-amerikanischen und der schwedischen Mannschaft den dritten Platz, womit er die Bronzemedaille gewann.
Sein Bruder Per Olaf Olsen war ebenfalls olympischer Sportschütze.